# Grazie gente
Grazie gente è il settimo singolo dei Modà, pubblicato nel 2007 come terzo ed ultimo singolo estratto dal secondo album Quello che non ti ho detto.
Il brano è stato scritto e lanciato nelle radio appositamente per ringraziare i fan del gruppo. Il video del singolo è stato montato dagli stessi componenti della band con le immagini più importanti della loro attività dal vivo.